# La Proie (film, 2021)
Pour les articles homonymes, voir La Proie.
Pour plus de détails, voir Fiche technique et Distribution.
La Proie (Midnight in the Switchgrass) est un thriller policier américain réalisé par Randall Emmett, sorti en 2021.
Il s'agit de son premier long métrage en tant que réalisateur. L'intrigue s'inspire de la véritable histoire du tueur en série Robert Ben Rhoades.

## Synopsis
Les agents du FBI Karl Helter (Bruce Willis) et Rebecca Lombardi (Megan Fox) sont sur le point de démanteler un réseau de trafic sexuel. Lorsqu'ils réalisent que leur enquête a croisé le chemin d'un tueur en série brutal, ils font équipe avec le Texas Ranger Byron Crawford (Emile Hirsch) qui a des années d'expérience dans ce domaine. Lorsque Rebecca elle-même est enlevée par leur cible et que sa vie est en jeu, Karl et Byron ont quelques heures précieuses pour rassembler les derniers indices et mettre fin au tristement célèbre « tueur aux arrêts de camion ».

## Fiche technique
- Titre : La Proie
- Titre original : Midnight in the Switchgrass
- Réalisation : Randall Emmett
- Scénario : Alan Horsnail
- Décors : Mailara Santana
- Photographie : Duane Manwiller
- Montage : Colby Parker Jr.
- Musique : Mike Burns
- Production : Randall Emmett, George Furla, Alex Eckert et Timothy C. Sullivan
- Production déléguée : Alastair Burlingham, Ted Fox, Matthew Helderman, Lydia Hull, Cyril Megret, Gary Raskin, Caesar Richbow, Mark Stewart et Luke Taylor
- Sociétés de production : EFO, The Pimienta Film Co. et BondIt Media Capital
- Sociétés de distribution : Lionsgate (États-Unis), VVS Films (Canada), Studiocanal (France)
- Pays de production :  États-Unis
- Langue originale : anglais
- Format : couleur - 2,39:1
- Genre : thriller, policier
- Dates de sortie :
  - États-Unis : 13 juin 2021 (Gasparilla International Film Festival)
  - États-Unis : 23 juillet 2021
  - Canada : 19 octobre 2021 (en DVD et Blu-ray)
  - France : 11 décembre 2021 (diffusion sur Canal+[1]), 6 juillet 2022 (en DVD et Blu-ray)
- Classification :
  - France : Interdit aux moins de 12 ans à la télévision

## Distribution
- Bruce Willis (VF : Éric Herson-Macarel) : Karl Helter, agent du FBI
- Megan Fox (VF : Caroline Anglade) : Rebecca Lombardi, agent du FBI, équipière de Karl
- Emile Hirsch (VF : Alexandre Nguyen) : Byron Crawford, policier
- Colson Baker (VF : Paolo Domingo) : Calvin
- Lukas Haas (VF : Rémi Caillebot) : Peter
- Sistine Stallone (VF : Anne Herrscher) : Heather
- Michael Beach (VF : Frantz Confiac) : l'inspecteur Yarbrough
- Samiah Alexander (VF : Fily Keita) : Claudia
- Jackie Cruz (VF : Célia Diane) : Suzanna
- Caitlin Carmichael (VF : Elisa Oriol) : Tracey Lee
- Welker White (de) (VF : Catherine Lafond) : Mme Georgia Kellog
- Tyler Jon Olson (VF : Christophe Alunno) : Fred
- Lydia Hull (VF : Louise Lemoine Torrès) : Karen
- Katalina Viteri (de) (VF : Zoé Bettan) : Chasity
- Bobbie Shaw Chance (en) (VF : Colette Marie) : Barbara
- Olive Elise Abercrombie (VF : Charlotte Hennequin) : Bethany
- Alec Monopoly (en) (VF : Michaël Couturier) : le suspect / Tall Man
- Sergio Rizzuto (VF : Mathieu Solans) : Beau
- Nick Koskoff : Bubba
- Alexander Eckert : Jimmy

- Version française
  - Studio de doublage : Éclair V&A
  - Direction artistique : Paolo Domingo
  - Adaptation : Sarah Taffin

## Production
Le scénario d'Alan Horsnail est basé sur l'histoire du tueur en série Robert Ben Rhoades qui a sévi au Texas de 1975 à 1990 et soupçonné de près de 50 meurtres. En janvier 2020, il est annoncé que le producteur Randall Emmett fera ses débuts de réalisateur avec ce film, alors qu'Emile Hirsch est annoncé dans l'un des rôles principaux. Un mois plus tard, Megan Fox et Bruce Willis rejoignent le film alors que le tournage doit débuter le mois suivant à Porto Rico.
En mars 2020, Lukas Haas, Colson Baker, Sistine Stallone, Caitlin Carmichael, Michael Beach, Welker White (de), Alec Monopoly ou encore Jackie Cruz sont annoncés.
Le 16 mars 2020, le tournage est stoppé en raison de la pandémie de Covid-19. Les prises de vues reprennent le 29 juin.

## Musique
- Brothers in Arms

## Accueil

### Dates de sortie
Le film est présenté en avant-première aux États-Unis le 13 juin 2021 dans le cadre du Gasparilla International Film Festival. Il sort ensuite dans le pays le 23 juillet 2021, distribué par Lionsgate.
En France, le film est diffusé en exclusivité sur Canal+ le 11 décembre 2021.

### Critique
Le film reçoit des critiques globalement très négatives. Sur l'agrégateur américain Rotten Tomatoes, il ne récolte que 8% d'opinions favorables pour 36 critiques et une note moyenne de 3,4⁄10. Le consensus suivant résume les critiques compilées par le site : «  ». Sur Metacritic, il obtient une note moyenne de 24⁄100 pour 9 critiques.